# Herbert Wimmer
Herbert Wimmer (* 9. listopad 1944, Eupen) je bývalý německý fotbalista narozený v Belgii. Hrával na pozici záložníka.
Má tři medaile z vrcholných turnajů, z toho dvě zlaté: S reprezentací někdejšího Západního Německa vyhrál mistrovství světa roku 1974 a mistrovství Evropy 1972. Na Euru 72 byl federací UEFA zařazen i do all-stars týmu. Získal též stříbrnou medaili z mistrovství Evropy 1976. Celkem za národní tým odehrál 36 utkání a vstřelil 4 branky.
S Borussií Mönchengladbach vyhrál v sezóně 1974/75 Pohár UEFA. Pětkrát se v dresu Borussie stal mistrem Německa (1969/70, 1970/71, 1974/75, 1975/76, 1976/77), jednou vyhrál německý pohár (1972/73).
Měl přezdívku Hacki.